# Su amante esposa
Su amante esposa es una obra de teatro de Jacinto Benavente, estrenada en 1950.

## Argumento
Victorina y Florencio deciden fingir una reconciliación en su matrimonio roto, con el único objetivo de convencer a su hermana de que por fin contraiga matrimonio con su novio de toda la vida.

## Representaciones
- Teatro Infanta Isabel, Madrid, 20 de octubre de 1950. (Estreno).  
  - Intérpretes: Isabel Garcés, Manolo Gómez Bur, Olga Peiró, Ricardo Juste, Rafaela Aparicio, Honorina Fernández, María Luisa Marfil, Francisco Piquer, José Clemente.
- Teatro Infanta Isabel, Madrid, 1966. (Reposición). 
  - Intérpretes: Isabel Garcés, Valeriano Andrés, Olga Peiró, Francisco Pierrá, Amparo Martí.